# Дом на Москва в София
Домът на Москва в София, известен и като Старата руска легация, е административна сграда в София, България, разположена на улица „Георги Раковски“ № 92.
Построена през 1880 година, тя се използва като дипломатическо представителство на Русия, а след това на Съветския съюз до 1976 година, с няколко продължителни прекъсвания, в които двете страни не поддържат дипломатически отношения. След това сградата е ползвана от Националния исторически музей, а от 2005 година е „културно-делови център“, финансиран от общинските власти на руската столица Москва.